# Rosenzweig PF
Der Rosenzweig (Rosenzweig Picture Frustration oder PFT) ist ein projektiver psychometrischer Test, der die Frustrationstoleranz, d. h. die Belastbarkeit einer Persönlichkeit in sozialen Konfliktsituationen erfassen kann. Er wurde 1948 von Saul Rosenzweig entwickelt und von Hans Hörmann und Wolfgang Moog an den deutschsprachigen Raum adaptiert.
Der Test existiert derzeit in zwei Varianten, einer Erwachsenenversion, die an Probanden ab 14 Lebensjahren eingesetzt, sowie in einer Kinderversion, die vom Auswerter gemeinsam mit Kindern ab dem 6. Lebensjahr durchgeführt werden kann.

## Anwendung des Rosenzweig
Ziel des Rosenzweig ist es, das Verhalten eines Probanden in Belastungssituationen des Alltagslebens zu erkennen. Er stellt fest, wie eine Person in frustrierenden Situationen reagiert.
Breite Anwendungsbasis, zur Ergänzung von Einzelfallbehandlungen, bei psychiatrischen und auch somatischen Erkrankungen, auch bei Gruppentherapien. Hypertonie-relevante psychische Symptome werden ebenfalls mit ihm erfasst. Schul-, Erziehungs- und Berufsberatung, Eheberatung sowie militär- und verkehrspsychologische Untersuchungen sowie explorative Voruntersuchungen, die der Zusammenstellung von Probandengruppen dienen. Eine Anwendung in der MPU kommt heute seltener vor.

## Struktur des Tests
Dieser Test besteht aus 24 comicartig gezeichneten Situationen, in denen gewöhnlich zwei Figuren zu sehen sind. Die Zeichnungen sind bewusst abstrakt gehalten und zeigen kaum Ausdrucksverhalten. Beide Figuren haben eine große Sprechblase, wobei die Blase einer Figur mit einer auf die andere Figur frustrierend wirkenden Phrase ausgefüllt ist. Die Blase der anderen Figur ist leer und muss vom Probanden mit einer Antwort oder einem Sätzchen ausgefüllt werden.
Der Proband wird instruiert, die Bilder zu betrachten und jeweils die Antworten einzutragen, die ihm als erstes einfallen. Er soll nicht viel überlegen, sondern eine Art Comic anfertigen. Dazu identifiziert sich der Proband mit jener Figur, die antworten muss. Die Situationen reichen von alltäglichen Begebenheiten, die ständig passieren können und frustrieren, bis hin zu ungewöhnlichen, normbrechenden Situationen.
Beispiele:
- Die Figur kommt in der Bücherei mit 5 Büchern unter dem Arm zum Bibliothekar, worauf dieser sagt: „Jeder darf nur drei Bücher ausleihen.“
- Die Figur steht mit einem Taxifahrer vor dem Bahnhof, worauf dieser sagt: „Wenn ich nur etwas schneller gefahren wäre, hätten Sie Ihren wichtigen Zug nicht verpasst.“
- Die Figur trifft eine andere Figur, worauf diese sagt: „Weil Sie keine Zeit haben, hat Ihre Frau mir zugesagt, heute Abend mit mir zum Tanzen zu gehen.“

Die Bilder sind so gestaltet, dass sie intuitiv sofort verständlich sind. Den Figuren fehlen die Gesichter, der Proband bekommt keine Informationen vorgegeben, wie sich die frustrierte Figur im Test verhalten soll. Dies ermöglicht es dem Probanden, sich in die Situation hinein zu versetzen und so zu reagieren, wie er es für richtig hält.

## Auswertung
Die Auswertung des Rosenzweig ist nicht einfach und erfordert Erfahrung. Die verbalen Antworten der Probanden werden anhand einer Auswertungsanweisung, in der zu jeder Abbildung Erläuterungen zu finden sind, in Kategorien (Reaktionsformen) gestuft, darunter:
- aggressive Reaktionen
- Selbstbeschuldigung
- resignatives Verhalten
- Ausweichtendenzen
- Eigeninitiative

Der Test hat einen gut ausgebauten theoretischen Hintergrund und die Ergebnisse werden in einem Profil dargestellt. Besonders reizvoll ist dieser Test für den Auswerter, weil oftmals durch die Antworten der Probanden skurrile oder humoristische Comics entstehen, die sich in Werten der Frustriertheit messen lassen. Es lassen sich auch Persönlichkeitstypen zuordnen.

## Vor- und Nachteile
Ein Vorteil besteht darin, dass der Proband keine introspektiven Fähigkeiten zeigen muss, um beurteilt zu werden. Viele andere Aggressions- und Konfliktfragebögen weisen diesen Vorteil nicht auf. Ein Nachteil besteht in der aufwendigen, nicht automatisierbaren Auswertung. Die Antworten der Probanden sind immer verbal und offen. Eines der wenigen projektiven Verfahren, welches eine Normierung besitzt (Quartil- und Medianwerte n= 300).

## Gütekriterien
- Retest-Reliabilität (Split-Half): regelmäßig zwischen r = .50 und .90
- Validität: es liegen bis heute ca. 600 Publikationen vor, die den Wert der Skalen diskutieren